# AMD APU

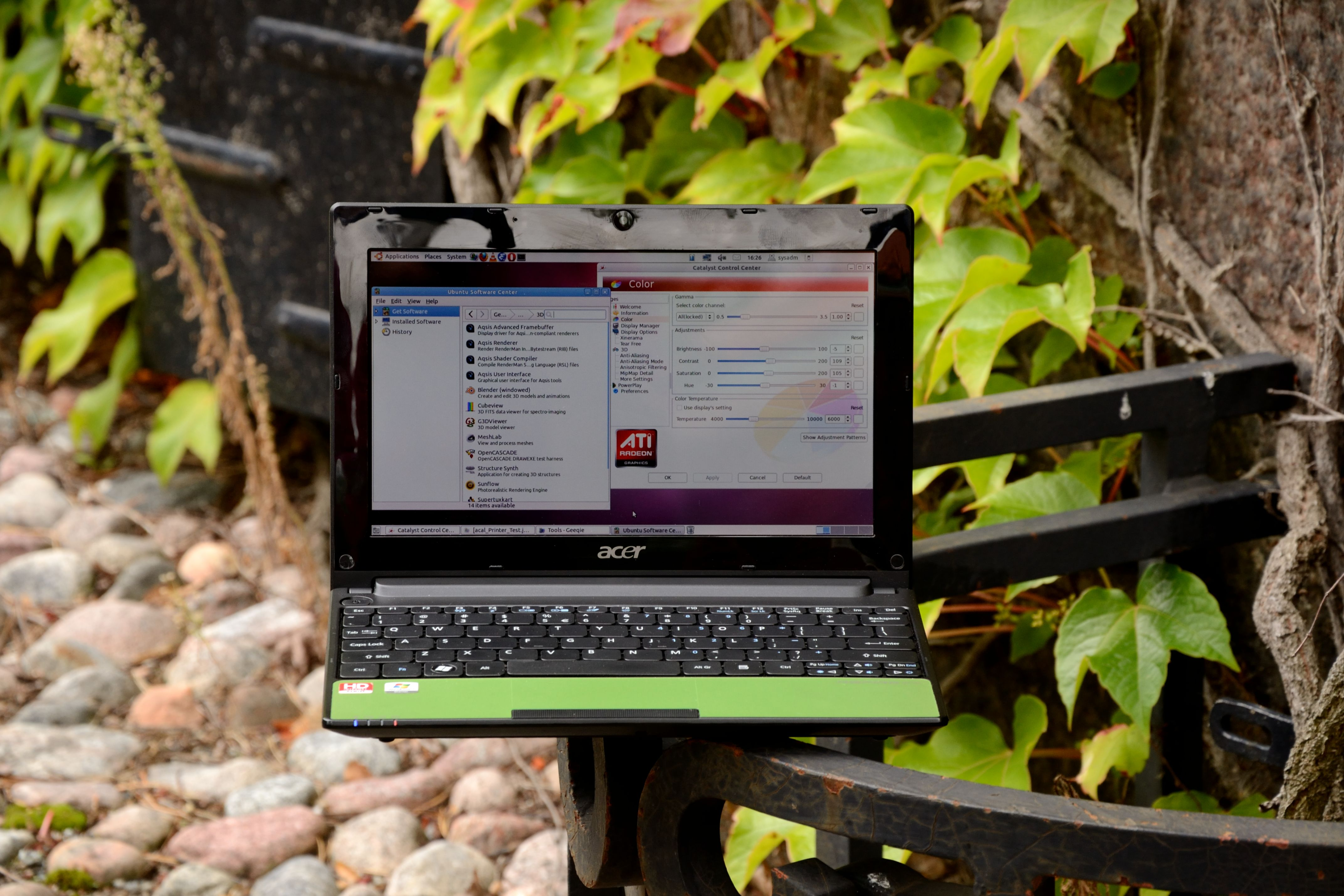
Netbook avec AMD Fusion C-50 - Acer Aspire One 522

AMD Accelerated Processing Unit (anciennement AMD Fusion) est une marque commerciale du fabricant AMD regroupant plusieurs microarchitectures d'APU (Accelerated Processing Unit) qui se caractérise par l'implantation d'un cœur graphique (GPU) Radeon avec le processeur et le northbridge au sein d'une même puce.
Les premiers APU sont sortis en 2011, avec Llano utilisant jusqu'à 4 cœurs K10, et Ontario et Zacate utilisant jusqu'à 2 cœurs bobcat (basse consommation).
La deuxième génération Trinity (cœurs Piledriver) pour les appareils haute performance et Brazos 2 pour les appareils à faible consommation ont été annoncées en juin 2012. La troisième génération Kaveri (cœurs Steamroller) pour les appareils haute performance a été lancée en janvier 2014, tandis que Kabini et Temash pour les appareils à faible consommation ont été annoncés à l’été 2013. Depuis le lancement de la microarchitecture Zen en 2017, les APU Ryzen et Athlon ont été lancés sur le marché mondial sous le nom de Raven Ridge sur la plate-forme DDR4, après Bristol Ridge (cœurs Excavator) sorti un an auparavant.
AMD a également fourni des APU semi-personnalisés pour les consoles à partir de la sortie des consoles de jeux vidéo Sony PlayStation 4 et Microsoft Xbox One de huitième génération.

## Architecture

### APU
Au milieu des années 2000, la course aux performances des processeurs par l'intermédiaire de la hausse régulière des fréquences atteint ses limites. Intel et AMD décident alors d'adopter une nouvelle stratégie basée sur la multiplication des cœurs avec respectivement les Pentium D et les Athlon 64 X2. Parallèlement AMD développe, à plus long terme, une autre stratégie reposant sur l'assemblage de processeurs plus complexes car intégrant des cœurs de nature variée (xPU) aux côtés de processeurs classiques (CPU). C'est ainsi qu'AMD annonce, fin 2006, son intention de produire des APU, fruit de la réunion d'un CPU et d'un GPU et connu sous le nom de projet « Fusion ». Le projet est alors prévu pour une commercialisation en 2009 à destination des plates-formes mobiles et intégrera un processeur Star correspondant à l'architecture K10 et commercialisé sous la marque Phenom. Mais le projet prend du retard, AMD annonce peu après une commercialisation pour 2010 avant de démentir puis en 2012 avec l'arrivée de la gravure en 22 nm pour finir en 2011 avec la gravure 32 nm. Entre-temps le projet sera renommé « Swift » puis rebaptisé « Fusion ».

### Chipset Hudson-M1
Les APU de la plate-forme Brazos (Ontario et Zacate) sont accompagnés de nouveaux chipsets dénommés « A45 » et « A50 ». La communication entre ces deux composants s'effectue au moyen d'un bus UMI qui est similaire à un bus PCI Express 4 x. Les deux références se distinguent avant tout par le support du SATA 6 Gbit/s pour le second contre 3 Gbit/s pour le premier. Par ailleurs ils ne bénéficient pas de l'USB 3.0 et se cantonnent à l'USB 2.0 (quatorze ports). Selon les versions, le TDP s'échelonne entre 2,7 W et 4,7 W.
Tableau de comparaison des FCH

## Feuille de route
La plateforme 2011 intègre le CPU, le GPU, le Northbridge, l'interface PCIe, le contrôleur mémoire DDR3, et l'UVD (en) sur le même circuit intégré,. CPU et GPU sont couplés entre eux à l'aide d'un contrôleur qui arbitre les différentes requêtes de mémoire. La mémoire est partitionnée. La plateforme 2012 permettra au GPU d'accéder à la mémoire du CPU sans passer par un pilote de périphérique. La plateforme 2013 utilisera un contrôleur de mémoire unifié le CPU et le GPU. La plateforme 2014 ajoutera un context switching matériel pour le GPU.

### Plateformes 2011
| Plateforme                     | Série       | Nom de code | Date de lancement | Gravure    | TDP (W) | coeurs de CPU        | GPU Radeon        | Version DirectX | Version OpenGL | Version OpenCL |
| ------------------------------ | ----------- | ----------- | ----------------- | ---------- | ------- | -------------------- | ----------------- | --------------- | -------------- | -------------- |
| Brazos                         | Z           | Desna,      | Juin 2011         | 40 nm bulk | 6       | 2 coeurs Bobcat      | Evergreen 80      | DirectX 11      | OpenGL 4.1     | OpenCL 1.1     |
| Brazos                         | C G         | Ontario     | T1 2011           | 40 nm bulk | 5.5–9   | 1–2 coeurs Bobcat    | Evergreen 80      | DirectX 11      | OpenGL 4.1     | OpenCL 1.1     |
| Brazos                         | E G         | Zacate      | T1 2011           | 40 nm bulk | 18      | 1–2 coeurs Bobcat    | Evergreen 80      | DirectX 11      | OpenGL 4.1     | OpenCL 1.1     |
| Lynx (Desktop) Sabine (mobile) | A8 A6 A4 E2 | Llano       | Juin 2011         | 32 nm SOI  | 25–100  | 2–4 coeurs K10 Husky | Evergreen 160-400 | DirectX 11      | OpenGL 4.1     | OpenCL 1.1     |

### Plateformes 2012
| Plateforme                         | Série        | Nom de code | Statut                           | Date de lancement    | Gravure    | TDP (W)           | coeurs de CPU                   | GPU Radeon       | Version DirectX | Version OpenGL | Version OpenCL |
| ---------------------------------- | ------------ | ----------- | -------------------------------- | -------------------- | ---------- | ----------------- | ------------------------------- | ---------------- | --------------- | -------------- | -------------- |
| Brazos-T                           | Z            | Hondo       | Lancé                            | 9 octobre 2012       | 40 nm bulk | < 4,5             | 2 coeurs Bobcat                 | Evergreen        | DirectX 11      | OpenGL 4.1     | OpenCL 1.1     |
|                                    | C G E        |             | Annulé                           | T1 2012              | 28 nm bulk | 9                 | 1-2 coeurs Bobcat               | Northern Islands | DirectX 11      | OpenGL 4.1     | OpenCL 1.1     |
|                                    | C G E        | Annulé      | T1 2012                          | 28 nm bulk           | 17 - 35    | 2-4 coeurs Bobcat | Northern Islands                |                  | DirectX 11      | OpenGL 4.1     | OpenCL 1.1     |
| Brazos                             | E2           | Brazos 2.0  | Lancé                            |                      | 40 nm      | 18                | 1-2 coeurs Bobcat               | 80               | DirectX 11      | OpenGL 4.1     | OpenCL 1.1     |
| Virgo (PC bureau) Comal (portable) | A10 A8 A6 A4 | Trinity     | Lancé (desktop) / Lancé (mobile) | 15 mai 2012 (mobile) | 32 nm SOI  | 17–100            | 2-4 coeurs Bulldozer Piledriver | Northern Islands | DirectX 11      | OpenGL 4.1     | OpenCL 1.1     |

### Plateformes 2013
Richland, Kabini et Temash doivent respectivement remplacer Trinity, Brazos 2.0, et Hondo.
| Plateforme | Series    | Nom de code | Statut | Date de lancement | Gravure | TDP (W) | Coeurs de CPU | GPU Radeon | DirectX      | OpenGL | OpenCL |
| ---------- | --------- | ----------- | ------ | ----------------- | ------- | ------- | ------------- | ---------- | ------------ | ------ | ------ |
| Kabini     | X4-Series | Kabini      | Lancé  | juin 2013         | 28 nm   | 15-25   | Jaguar        |            | DirectX 11.1 |        |        |
|            |           | Temash      | Lancé  |                   | 28 nm   | 3.9-9   | Jaguar        |            |              |        |        |
|            |           | Richland    | Lancé  |                   | 32 nm   | 45-100  | Piledriver    |            |              |        |        |

### Plateformes 2014
Kaveri, Beema, et Mullins doivent respectivement remplacer Richland, Kabini, et Temash.
AMD se prépare à lancer un APU complètement intégré en 2014. D'après AMD, il sera capable de traiter automatiquement le travail du CPU et du GPU, en fonction des besoins.

## Processeurs

### Basse consommation

#### Bobcat
Bobcat une microarchitecture x86 basse consommation, conçue par AMD dont la commercialisation a débuté en 2011. Cette architecture est destinée aux ordinateurs ultraportables, aux netbooks et aux nettops.

##### 2011

###### Ontario
Lancé en 2011, le processeur Ontario est la première matérialisation du projet Fusion. Il vise les ultra-portables, les netbooks, les smartphones, et les tablettes tactiles. L'Ontario intègre à la fois un processeur de traitement 64 bits (CPU) à deux cœurs x86 et un processeur graphique (GPU) ATI intégrant une accélération matérielle et compatible avec DirectX 11. Le tout est relié par un bus et un contrôleur mémoire DDR3. Gravé en 40 nanomètres (nm), l'ensemble consomme entre 0,5 (250 milliwatts par cœur) et 10 watts selon la déclinaison et la fréquence d'horloge.
| Modèle         | Cœurs | Fréquence (GHz) | Fréquence (GHz) | Cache   | Cache   | GPU     | GPU       | GPU        | Mult. | Tension (V) | Révision (Sspec) | TDP (W) | Bus                 | Socket | Référence     | Commercialisation | Commercialisation |
| Modèle         | Cœurs | Base            | Turbo Core      | L1 (ko) | L2 (ko) | Modèle  | Fréquence | Turbo Core | Mult. | Tension (V) | Révision (Sspec) | TDP (W) | Bus                 | Socket | Référence     | Début             | Fin               |
| -------------- | ----- | --------------- | --------------- | ------- | ------- | ------- | --------- | ---------- | ----- | ----------- | ---------------- | ------- | ------------------- | ------ | ------------- | ----------------- | ----------------- |
| Fusion série C |       |                 |                 |         |         |         |           |            |       |             |                  |         |                     |        |               |                   |                   |
| C-70           | 2     | 1.00            | 1.33            | 128     | 1024    | HD 7290 | 276 MHz   | 400 MHz    |       |             | B0               | 9       | UMI 2,5 GT/s + DDR3 | FT1    | CMC70AFPB22GV | Septembre 2012    |                   |
| C-60           | 2     | 1.00            | 1.33            | 128     | 1024    | HD 6290 | 276 MHz   | 400 MHz    |       |             | B0               | 9       | UMI 2,5 GT/s + DDR3 | FT1    |               | 3e trim. 2011     |                   |
| C-50           | 2     | 1.00            | 1               | 128     | 1024    | HD 6250 | 280 MHz   | -          | ×5    | 1,05 - 1,35 | B0               | 9       | UMI 2,5 GT/s + DDR3 | FT1    | CMC50AFPB22GT | 4 janvier 2011    |                   |
| C-30           | 1     | 1.20            | -               | 128     | 512     | HD 6250 | 280 MHz   | -          | ×6    | 1,25 - 1,35 | B0               | 9       | UMI 2,5 GT/s + DDR3 | FT1    | CMC30AFPB12GT | 4 janvier 2011    |                   |

###### Zacate
Zacate est l'une des principales réussites d'AMD de ces dernières années, au point que la puce du fondeur s'avère plus efficace que son concurrent direct l'Atom d'Intel. AMD revendique plus de 30 millions de puces vendues.
| Modèle         | Cœurs | Fréquence | Fréquence  | Cache   | Cache     | GPU    | GPU       | GPU        | Mult. | Tension        | Révision (Sspec) | TDP  | Bus                      | Socket | Référence     | Commercialisation | Commercialisation |
| Modèle         | Cœurs | Défaut    | Turbo Core | L1      | L2        | Modèle | Fréquence | Turbo Core | Mult. | Tension        | Révision (Sspec) | TDP  | Bus                      | Socket | Référence     | Début             | Fin               |
| -------------- | ----- | --------- | ---------- | ------- | --------- | ------ | --------- | ---------- | ----- | -------------- | ---------------- | ---- | ------------------------ | ------ | ------------- | ----------------- | ----------------- |
| Fusion série E |       |           |            |         |           |        |           |            |       |                |                  |      |                          |        |               |                   |                   |
| E-450          | 2     | 1,65 GHz  | -          | 128 Kio | 1 024 Kio | HD6320 | 508 MHz   | 600 MHz    |       |                | B0               | 18 W | UMI 2,5 GT/s + DDR3-1333 | FT1    | EME450GBB22GV | 22 août 2011      |                   |
| E-350          | 2     | 1,60 GHz  | -          | 128 Kio | 1 024 Kio | HD6310 | 500 MHz   | -          | ×8    | 1,25 - 1,35 V  | B0               | 18 W | UMI 2,5 GT/s + DDR3-1066 | FT1    | EME350GBB22GT | 4 janvier 2011    |                   |
| E-300          | 2     | 1,30 GHz  | -          | 128 Kio | 1 024 Kio | HD6310 | 488 MHz   | -          |       |                | B0               | 18 W | UMI 2,5 GT/s + DDR3-1066 | FT1    | EME450GBB22GV | 22 août 2011      |                   |
| E-240          | 1     | 1,50 GHz  | -          | 128 Kio | 512 Kio   | HD6310 | 500 MHz   | -          | ×7,5  | 1,175 - 1,35 V | B0               | 18 W | UMI 2,5 GT/s + DDR3-1066 | FT1    | EME240GBB12GT | 4 janvier 2011    |                   |

###### Brazos 2.0
La gamme Zacate est progressivement remplacée par une nouvelle plate-forme commercialisée sous l'appellation Brazos 2.0. Cette évolution ne présente néanmoins pas d'évolution majeure comme il était initialement prévu. La nouveauté principale réside dans l'intégration d'un nouveau chipset A68M (Hudson M3L) qui offre le support de la norme USB 3.0, le support des lecteurs de carte SD, ainsi que les fonctionnalités Steady Video Technology et Quick Stream Technology. Par ailleurs, AMD annonce que ces nouvelles puces bénéficient d'une diminution de la consommation en idle qui passe de 950 mW (A50M) à 750 mW.
De son côté le CPU n'évolue pas car il reste basé sur le même die et est à peine plus rapide. Il en est de même pour la partie graphique, renommée HD 7xx0, qui reste basée sur les cœurs graphiques des HD 5000, tout comme la précédente génération de Brazos Zacate. Son renommage s'explique par des motifs marketing dans le but de proposer une gamme de cartes graphiques cohérentes du point de vue de leur nomenclature. AMD annonce néanmoins que ces puces offrent un gain de 36 % d'autonomie soit trois heures supplémentaires. Elles se destinent en priorité au segment des ultraportables (ultrabooks), en pleine croissance, dont AMD est absent.
| Modèle                      | Cœurs | Fréquence | Fréquence  | Cache   | Cache   | GPU     | GPU       | GPU        | Mult. | Tension | Révision (Sspec) | TDP (W) | Bus                                    | Socket | Référence | Commercialisation | Commercialisation |
| Modèle                      | Cœurs | Base      | Turbo Core | L1 (ko) | L2 (ko) | Modèle  | Fréquence | Turbo Core | Mult. | Tension | Révision (Sspec) | TDP (W) | Bus                                    | Socket | Référence | Début             | Fin               |
| --------------------------- | ----- | --------- | ---------- | ------- | ------- | ------- | --------- | ---------- | ----- | ------- | ---------------- | ------- | -------------------------------------- | ------ | --------- | ----------------- | ----------------- |
| Fusion série E - Brazos 2.0 |       |           |            |         |         |         |           |            |       |         |                  |         |                                        |        |           |                   |                   |
| E2-2000                     | 2     | 1,75 GHz  | -          | 128     | 1024    |         | 700 MHz   | -          |       |         |                  | 18      | DDR3-1333                              | FT1    |           | 2013              |                   |
| E2-1800                     | 2     | 1,70 GHz  | -          | 128     | 1024    | HD 7340 | 523 MHz   | 680 MHz    | ×8,5  |         |                  | 18      | UMI 2,5 GT/s + DDR3-1333 ou DDR3L-1066 | FT1    |           | 5 juin 2012       |                   |
| E1-1500                     | 2     | 1,48 GHz  | -          | 128     | 1024    |         | 529 MHz   | -          |       |         |                  | 18      | UMI 2,5 GT/s + DDR3(L)-1066            | FT1    |           | 2013              |                   |
| E1-1200                     | 2     | 1,40 GHz  | -          | 128     | 1024    | HD 7310 | 500 MHz   | -          |       |         |                  | 18      | UMI 2,5 GT/s + DDR3(L)-1066            | FT1    |           | 5 juin 2012       |                   |

###### Desna
Le segment des tablettes est en plein boom et AMD, ne souhaitant pas le laisser à la concurrence (Intel et ARM), a décidé d'investir le segment en proposant Desna, les cœurs Ontario ayant un TDP trop élevé (9 W). Desna est cependant une solution temporaire, elle sera remplacée en 2012 par Hondo qui offrira un TDP de 3 W. Le Fusion Z-01 est pour l'heure commercialisé avec la tablette MSI WindPad 110W.
| Modèle         | Cœurs | Fréquence | Fréquence  | Cache   | Cache     | GPU    | GPU       | GPU        | Mult. | Tension | Révision (Sspec) | TDP   | Bus                | Socket | Référence | Commercialisation | Commercialisation |
| Modèle         | Cœurs | Défaut    | Turbo Core | L1      | L2        | Modèle | Fréquence | Turbo Core | Mult. | Tension | Révision (Sspec) | TDP   | Bus                | Socket | Référence | Début             | Fin               |
| -------------- | ----- | --------- | ---------- | ------- | --------- | ------ | --------- | ---------- | ----- | ------- | ---------------- | ----- | ------------------ | ------ | --------- | ----------------- | ----------------- |
| Fusion série Z |       |           |            |         |           |        |           |            |       |         |                  |       |                    |        |           |                   |                   |
| Z-01           | 2     | 1,0 GHz   | -          | 128 Kio | 1 024 Kio | HD6250 | 276 MHz   | -          | ×5    |         |                  | 5,9 W | UMI + DDR3(L)-1066 | BGA413 |           | 1er juin 2011     |                   |

###### Série G
En marge de ses modèles grand public, AMD propose une gamme de processeurs destinée au segment de l'embarqué. La série G est conçue à partir des modèles décrits ci-dessus mais certaines références ont été défusionnées par la perte de leur cœur graphique devenant par la même un simple CPU. Peu après la troisième salve de commercialisation des puces (fin mai 2011), AMD a fait évoluer certaines références en modifiant principalement les fréquences mémoire et la composante GPU. Ils se caractérisent par une référence se terminant par GVE.
| Modèle         | Cœurs | Fréquence | Fréquence  | Cache   | Cache   | GPU     | GPU       | GPU        | Mult. | Tension                  | Révision (Sspec) | TDP (W) | Bus                         | Socket | Référence       | Commercialisation | Commercialisation |
| Modèle         | Cœurs | Base      | Turbo Core | L1 (ko) | L2 (ko) | Modèle  | Fréquence | Turbo Core | Mult. | Tension                  | Révision (Sspec) | TDP (W) | Bus                         | Socket | Référence       | Début             | Fin               |
| -------------- | ----- | --------- | ---------- | ------- | ------- | ------- | --------- | ---------- | ----- | ------------------------ | ---------------- | ------- | --------------------------- | ------ | --------------- | ----------------- | ----------------- |
| Fusion série G |       |           |            |         |         |         |           |            |       |                          |                  |         |                             |        |                 |                   |                   |
| G-T56N         | 2     | 1,65 GHz  | -          | 128     | 1024    | HD 6320 | 500 MHz   | -          | ×8    |                          | B0               | 18      | UMI 2,5 GT/s + DDR3-1333    | FT1    | GET56NGBB22GVE  | mai 2011          |                   |
| G-T56N         | 2     | 1,60 GHz  | -          | 128     | 1024    | HD 6310 | 500 MHz   | -          | ×8    | UMI 2,5 GT/s + DDR3-1066 | B0               | 18      | GET56NGBB22GTE              | FT1    | 19 janvier 2011 |                   |                   |
| G-T52R         | 1     | 1,50 GHz  | -          | 128     | 512     | HD 6310 | 500 MHz   | -          | ×7,5  |                          | B0               | 18      | UMI 2,5 GT/s + DDR3-1333    | FT1    | GET52RGBB12GVE  | mai 2011          |                   |
| G-T52R         | 1     | 1,50 GHz  | -          | 128     | 512     | HD 6310 | 500 MHz   | -          | ×7,5  | UMI 2,5 GT/s + DDR3-1066 | B0               | 18      | GET52RGBB12GTE              | FT1    | 19 janvier 2011 |                   |                   |
| G-T48N         | 2     | 1,40 GHz  | -          | 128     | 1024    | HD 6310 | 520 MHz   | -          | ×7    |                          | B0               | 18      | UMI 2,5 GT/s + DDR3-1066    | FT1    | GET48NGBB22GVE  | mai 2011          |                   |
| G-T48N         | 2     | 1,40 GHz  | -          | 128     | 1024    | HD 6310 | 500 MHz   | -          | ×7    | GET48NGBB22GTE           | B0               | 18      | UMI 2,5 GT/s + DDR3-1066    | FT1    | 19 janvier 2011 |                   |                   |
| G-T48L         | 2     | 1,40 GHz  | -          | 128     | 1024    | -       | -         | -          | ×7    |                          | B0               | 18      | UMI 2,5 GT/s + DDR3-1066    | FT1    | GET48LGBB22GVE  | mai 2011          |                   |
| G-T48L         | 2     | 1,40 GHz  | -          | 128     | 1024    | -       | -         | -          | ×7    | GET48LGBB22GTE           | B0               | 18      | UMI 2,5 GT/s + DDR3-1066    | FT1    | 1er mars 2011   |                   |                   |
| G-T44R         | 1     | 1,20 GHz  | -          | 128     | 512     | HD 6250 | 280 MHz   | -          | ×6    |                          | B0               | 9       | UMI 2,5 GT/s + DDR3(L)-1066 | FT1    | GET44RFPB12GVE  | mai 2011          |                   |
| G-T44R         | 1     | 1,20 GHz  | -          | 128     | 512     | HD 6250 | 280 MHz   | -          | ×6    | GET44RFPB12GTE           | B0               | 9       | UMI 2,5 GT/s + DDR3(L)-1066 | FT1    | 19 janvier 2011 |                   |                   |
| G-T40R         | 1     | 1,00 GHz  | -          | 128     | 512     | HD 6250 | 280 MHz   | -          | ×5    |                          | B0               | 5.5     | UMI 2,5 GT/s + DDR3(L)-1066 | FT1    | GET44RFPB12GTE  | 19 janvier 2011   |                   |
| G-T40N         | 2     | 1,00 GHz  | -          | 128     | 1024    | HD 6290 | 280 MHz   | -          | ×5    |                          | B0               | 9       | UMI 2,5 GT/s + DDR3(L)-1066 | FT1    | GET40NFPB22GVE  | mai 2011          |                   |
| G-T40N         | 2     | 1,00 GHz  | -          | 128     | 1024    | HD 6250 | 280 MHz   | -          | ×5    | GET40NFPB22GTE           | B0               | 9       | UMI 2,5 GT/s + DDR3(L)-1066 | FT1    | 19 janvier 2011 |                   |                   |
| G-T40E         | 2     | 1,00 GHz  | -          | 128     | 1024    | HD 6250 | 280 MHz   | -          | ×5    |                          | B0               | 6.4     | UMI 2,5 GT/s + DDR3(L)-1066 | FT1    | GET40EFQB22GVE  | 22 mai 2011       |                   |
| G-T30L         | 1     | 1,40 GHz  | -          | 128     | 512     | -       | -         | -          | ×7    |                          | B0               | 18      | UMI 2,5 GT/s + DDR3-1066    | FT1    | GET30LGBB12GVE  | mai 2011          |                   |
| G-T30L         | 1     | 1,40 GHz  | -          | 128     | 512     | -       | -         | -          | ×7    | GET30LGBB12GTE           | B0               | 18      | UMI 2,5 GT/s + DDR3-1066    | FT1    | 1er mars 2011   |                   |                   |
| G-T24L         | 1     | 1 000 MHz | -          | 128     | 512     | -       | -         | -          | ×4    |                          | B0               | 5       | UMI 2,5 GT/s + DDR3-1066    | FT1    | GET24LFQB12GVE  | mai 2011          |                   |
| G-T24L         | 1     | 800 MHz   | -          | 128     | 512     | -       | -         | -          | ×4    | GET24LFPB12GTE           | B0               | 5       | UMI 2,5 GT/s + DDR3-1066    | FT1    | 1er mars 2011   |                   |                   |

##### 2012
La seconde génération de Bobcat devait (en 2011) être un die-shrink de la précédente gamme (finesse de gravure passant de 40 nm à 28 nm) et composer la plate-forme Deccan. Le nombre de cœurs doublera pour atteindre 4 cœurs et le chipset intégrera l'APU qui deviendra par conséquent un SoC. Mais des rumeurs contradictoires sur le devenir de cette seconde génération ont dévoilé des incertitudes sur l'identité du fabricant. Elle devait initialement être produite par TSMC qui avait déjà gravé les modèles 40 nm mais des rumeurs ont circulé sur la possibilité que TSMC soit le partenaire de lancement rejoint ensuite par Globalfoundries pour assurer des volumes de production suffisamment important malgré les difficultés techniques que cela imposent. Par la suite de nouvelles rumeurs ont circulé sur l'abandon définitif des puces Krishna et Wichita, même si AMD produira bien des APU 28 nm chez TSMC, probablement à partir de fin 2012.

###### Hondo
Face aux développements des tablettes, AMD a décidé de proposer une alternative aux SoC ARM et Intel sous la forme de Hondo. La puce repose sur un Ontario C-60 dont le TDP a été revu à la baisse pour atteindre 4,5 W. Elle est accompagnée d'un chipset Hudson M3 optimisé pour les tablettes. Ces caractéristiques n'en font pas néanmoins un concurrent direct des puces ARM et Atom d'Intel. Tout d'abord elle reste gravée en 40 nm alors que la concurrence est en 32 nm. Son TDP est ensuite supérieur à celui de ses concurrents dont les puces n'excèdent pas 2 W. De plus il ne s'agit pas d'un SoC et elle nécessite une puce tierce pour gérer entre autres la connectique, ce qui rajoute 1 W au TDP. AMD indique ainsi que les tablettes auront une épaisseur minimale de 10 mm soit 2,5 mm de plus par rapport aux Atom Clover Trail. L'autonomie annoncée est de 8 heures en activité Web et 6 heures en lecture vidéo, ce qui est inférieur à ses concurrents. AMD compte néanmoins se rattraper grâce à sa composante graphique supérieure. D'autre part et contrairement à Intel, AMD fournit une compatibilité Android grâce à une couche d'émulation de BlueStacks pour Windows. Les premières tablettes sous Windows 8 sont attendues avant les fêtes de Noël 2012.
La puce sera remplacée en 2013 par Temash qui sera un véritable SoC. Elle reposera sur l'architecture Jaguar qui sera gravé en 28 nm et lui permettra d'abaisser son TDP à 3,5 W.
| Modèle         | Cœurs | Fréquence | Fréquence  | Cache   | Cache     | GPU    | GPU       | GPU        | Mult. | Tension | Révision (Sspec) | TDP   | Bus                | Socket | Référence | Commercialisation | Commercialisation |
| Modèle         | Cœurs | Défaut    | Turbo Core | L1      | L2        | Modèle | Fréquence | Turbo Core | Mult. | Tension | Révision (Sspec) | TDP   | Bus                | Socket | Référence | Début             | Fin               |
| -------------- | ----- | --------- | ---------- | ------- | --------- | ------ | --------- | ---------- | ----- | ------- | ---------------- | ----- | ------------------ | ------ | --------- | ----------------- | ----------------- |
| Fusion série Z |       |           |            |         |           |        |           |            |       |         |                  |       |                    |        |           |                   |                   |
| Z-60           | 2     | 1,0 GHz   | -          | 128 Kio | 1 024 Kio | HD6250 | 275 MHz   | -          | x5    |         |                  | 4,5 W | UMI + DDR3(L)-1066 | BGA413 |           | 9 octobre 2012    |                   |

###### Krishna (abandonné)
La puce Krishna devait remplacer Ontario en 2012 sur le segment des ultraportables, avec une gravure en 28 nm.

###### Wichita (abandonné)
La puce Wichita devait remplacer Zacate en 2012 sur le segment des portables, avec une gravure en 28 nm.

#### Jaguar
Succède à Bobcat, sortie en 2013, gravure 28 nm.
Équipe notamment la Xbox One (S) et la PlayStation 4 (Slim).

##### Temash
Temash devrait remplacer Hondo en 2013, sur le segment des APU à ultra basse consommation. Contrairement à Hondo, qui nécessite une puce supplémentaire pour gérer entre autres la connectique, ce qui rajoute 1 W au TDP, Temash sera un véritable SoC. Elle reposera sur l'architecture Jaguar qui sera gravée en 28 nm, et lui permettra d'abaisser son TDP à 3,5 W.

##### Kabini
Kabini a remplacé Brazos 2.0 en 2013, sur le segment des APU à basse consommation.
| Modèle  | Cœurs | Fréquence | Fréquence  | Cache | Cache | GPU      | GPU       | GPU        | Mult. | Tension | Révision (Sspec) | TDP (W) | Bus       | Socket       | Référence | Commercialisation | Commercialisation |
| Modèle  | Cœurs | Base      | Turbo Core | L1    | L2    | Modèle   | Fréquence | Turbo Core | Mult. | Tension | Révision (Sspec) | TDP (W) | Bus       | Socket       | Référence | Début             | Fin               |
| ------- | ----- | --------- | ---------- | ----- | ----- | -------- | --------- | ---------- | ----- | ------- | ---------------- | ------- | --------- | ------------ | --------- | ----------------- | ----------------- |
| Série E |       |           |            |       |       |          |           |            |       |         |                  |         |           |              |           |                   |                   |
| E1-2500 | 2     | 1,4 GHz   |            |       | 1 Mo  | HD 8240  |           | -          |       |         |                  | 15      |           | BGA769 (FT3) |           |                   |                   |
| E2-3000 | 2     | 1,65 GHz  |            |       | 1 Mo  | HD 8280  |           | -          |       |         |                  | 15      |           | BGA769 (FT3) |           |                   |                   |
| Série A |       |           |            |       |       |          |           |            |       |         |                  |         |           |              |           |                   |                   |
| A4-5000 | 4     | 1,5 GHz   |            |       | 2 Mo  | HD 8330  |           | -          |       |         |                  | 15      |           | BGA769 (FT3) |           |                   |                   |
| A6-5200 | 4     | 2 GHz     |            |       | 2 Mo  | HD 8400  |           | -          |       |         |                  | 25      |           | BGA769 (FT3) |           |                   |                   |
| Série X |       |           |            |       |       |          |           |            |       |         |                  |         |           |              |           |                   |                   |
| X2 3450 | 2     |           |            |       |       | HD 8280G |           | -          |       |         |                  |         | DDR3-1866 |              |           |                   |                   |
| X4 4410 | 4     |           |            |       |       | HD 8310G |           | -          |       |         |                  | 15      | DDR3-1866 |              |           |                   |                   |
| X4 5110 | 4     |           |            |       |       | HD 8310G |           | -          |       |         |                  | 25      | DDR3-1866 |              |           | juin 2013         |                   |

#### Puma
Succède à Jaguar, sortie mi-2014, gravure 28 nm.

##### Mullins
Les APU Mullins comprennent entre 2 et 4 cœurs Puma succédant aux cœurs Jaguar.
L'architecture graphique Graphics Core Next (GNC) sera de la partie.
Les APU Mullins contiennent aussi un co-processeur ARM permettant d'exploiter TrustZone (un mode de sécurité instauré par ARM).
Ces APU sont gravés en 28 nm et sont dédiés aux appareils à faible consommation (TDP = 2-5 W).
Les performances sous 3D Mark 11 sont annoncées par AMD comme étant 110 % plus puissantes que son prédécesseur. Il en va de même pour les performances sous PcMark8, annoncées par AMD comme étant 140 % supérieures à l'ancienne génération. Bien sûr, il faut s'attendre à ce que les performances soient plus basses que ce qu'annonce AMD.
Sortie en 2014, succède à Temash.
| Modèle CPU      | Nombre de cœurs/threads | Fréquence (GHz) | Turbo (GHz) | Cache L1 (ko) | Cache L2 (ko) | \|\| | Modèle de GPU | Shader cores | Fréquence (de base) | Fréquence (Turbo) | TDP (W) |
| --------------- | ----------------------- | --------------- | ----------- | ------------- | ------------- | ---- | ------------- | ------------ | ------------------- | ----------------- | ------- |
| A10 Micro 6700T | 4/4                     | 1,20            | 2,20        | 256           | 2048          | \|\| | Radeon R6     | 128          | 500 MHz             | ---------------   | 4.5     |
| A4 Micro 6400T  | 4/4                     | 1,00            | 1,60        | 256           | 2 048         | \|\| | Radeon R3     | 128          | 350 MHz             | 600 MHz           | 4.5     |
| E1 Micro 6200T  | 2/2                     | 1,00            | 1,40        | 128           | 1 024         | \|\| | Radeon R2     | 128          | 300 MHz             | 500 MHz           | 3.95    |

##### Beema
Sortie en 2014, succède à Kabini, gravure 28 nm.
Les APU Beema sont dotés de 2 à 4 cœurs Puma+ qui succèdent aux cœurs Jaguar. Ces APU sont gravés en 28 nm. La principale amélioration par rapport à Jaguar est l'efficacité énergétique. Le TDP a été revu a la baisse tout en permettant d'augmenter les fréquences. AMD a de plus amélioré le contrôleur mémoire de ces APU, acceptant maintenant la mémoire DDR3-L 1 866 MHz (A6-6310 et A8-6410) au lieu de la DDR3-L 1 600 MHz.
L’efficacité énergétique de Beema est annoncée comme étant doublée par rapport à son prédécesseur. Bien sur ces chiffres sont rarement respectés.
| Modèle CPU | Nombre de cœurs/threads | Fréquence (GHz) | Turbo (GHz) | Cache L1 (ko) | Cache L2 (ko) | \|\| | Modèle de GPU | Shader Cores | Fréquence max. (MHz) | TDP (W) |
| ---------- | ----------------------- | --------------- | ----------- | ------------- | ------------- | ---- | ------------- | ------------ | -------------------- | ------- |
| A8-6410    | 4/4                     | 2,0             | 2,4         | 256           | 2 048         | \|\| | Radeon R5     | 128          | 800                  | 15      |
| A6-6310    | 4/4                     | 1,8             | 2,4         | 256           | 2 048         | \|\| | Radeon R4     | 128          | 800                  | 15      |
| A4-6210    | 4/4                     | 1,8             | X           | 256           | 2 048         | \|\| | Radeon R3     | 128          | 600                  | 15      |
| E2-6110    | 4/4                     | 1,5             | X           | 256           | 2 048         | \|\| | Radeon R2     | 128          | 500                  | 15      |
| E1-6010    | 2/2                     | 1,35            | X           | 128           | 1 024         | \|\| | Radeon R2     | 128          | 350                  | 10      |

##### Carrizo-L
Succède à Beema, prévu pour 2015, gravure 28 nm.
Attention au risque de confusion : AMD a également annoncé des processeurs « Carrizo », qui utilisent des cœurs Excavator et non Puma.

### K10

#### Llano
Les cœurs Llano sont les premiers processeurs AMD à inaugurer la gravure 32 nm de GlobalFoundries mais elle se fait au prix de nombreux problèmes de production. Ainsi la plate-forme Sabine, commercialisée mi-juin 2011, n'était disponible que début août et seules les références au TDP de 100 W de la plate-forme Lynx ont été commercialisées, le tout au prix d'une consommation élevée. En septembre les soucis de fabrication ont persisté : seuls 50 à 60 % des puces par wafer étaient viables. La conception du GPU serait le principal responsable tandis que la gravure du CPU est bien maitrisée ce qui a poussé AMD à commercialiser des Athlon II basés sur les Llano mais avec la composante graphique désactivée. Ces problèmes se sont progressivement estompés avec l'apparition de modèles au TDP de 65 W pour les plate-forme Lynx. Ces soucis de production ont aussi touché ses futurs clients, Apple qui s'est toujours fourni chez Intel depuis l'abandon des Power PC aurait été intéressé d'intégrer un APU Fusion dans une révision majeure de son MacBook Air.

##### Plate-forme Lynx
Contrairement à la déclinaison mobile (plate-forme Sabine), les modèles "Bureau" ne bénéficient pas de performances capables de rivaliser avec les modèles Intel. Ainsi, même un processeur AMD A8-3850 ne s'avère pas plus performant qu'un Intel Core i3 2100 sur des applications mono-cœur et ce, malgré une enveloppe thermique plus élevée sur l'A8-3850 (100 W contre 65 W). Seules certaines activités comme l'encodage permettent aux puces Fusion de devancer les Intel Core i3-21x0. La composante graphique redonne l'avantage aux APU d'AMD par rapport à leurs concurrents d'Intel dans toutes les conditions. Le HD Graphics 3000 présent sur le Core i3 2130 peine à atteindre des performances équivalentes à celles de l'AMD Radeon HD6410D du A4-3300. Le HD6550D permet même de jouer à des jeux récents sans trop de problèmes. Lorsqu'ils sont inactifs, les APU Fusion d'AMD ont une consommation électrique proche des Intel Core i3-2x00, mais l'écart se creuse considérablement en leur défaveur lors d'utilisations intensives avec 73 W (A8-3850) contre 54 W (Core i3-2125). A contrario, pour des usages de type multimédia, les APU Llano restent proches des Intel Core i3 ; un A6-3500 est même bien plus économe qu'un Pentium G620.
Visant à combler son retard, AMD a ainsi sorti l'A8-3800 qui se distingue par son enveloppe thermique de 65 W et l'incorporation d'un Turbo Core pour compenser la baisse de fréquence. Son prix est sensiblement inférieur au A8-3850, mais la puce reste moins rapide (passmark 3578) que l'A8-3800 (4260) et le Core i3 2100 (3863). Son niveau de performance n'est pas très supérieur à celui de l'Athlon X3 455 (2916) bien moins cher.
À l'opposé le haut de gamme est marqué par l'apparition lors de la deuxième vague de sortie des processeurs, de modèles K. Ils se destinent à l'overclocking grâce au déblocage de leur coefficient de multiplication et soulignent une amélioration de la qualité de gravure. Ces modèles remplacent les gammes Black Edition caractéristiques des modèles Phenom. Leur capacité sous haute fréquence semble importante : un A8-3870K a atteint 5 875 MHz pour le CPU et 1 327 MHz pour le GPU soient des gains de 96 % et 121 % par rapport aux fréquences d'origine.
| Modèle          | Cœurs | Fréquence | Fréquence  | Cache   | Cache | GPU     | GPU       | GPU        | Mult.    | Tension          | Revision (CPUID)       | TDP   | Bus             | Socket | Référence                   | Commercialisation                 | Commercialisation | Commercialisation |
| Modèle          | Cœurs | Défaut    | Turbo Core | L1      | L2    | Modèle  | Fréquence | Turbo Core | Mult.    | Tension          | Revision (CPUID)       | TDP   | Bus             | Socket | Référence                   | Début                             | Fin               | Prix de lancement |
| --------------- | ----- | --------- | ---------- | ------- | ----- | ------- | --------- | ---------- | -------- | ---------------- | ---------------------- | ----- | --------------- | ------ | --------------------------- | --------------------------------- | ----------------- | ----------------- |
| Fusion série A8 |       |           |            |         |       |         |           |            |          |                  |                        |       |                 |        |                             |                                   |                   |                   |
| A8-3870K        | 4     | 3,00 GHz  | -          | 256 Kio | 4 Mio | HD6550D | 600 MHz   | -          | débloqué | 0,45 - 1,412 5 V | LN1-B0                 | 100 W | UMI + DDR3-1866 | FM1    | AD3870WNZ43GX               | 20 décembre 2011                  |                   | 135 $             |
| A8-3850         | 4     | 2,90 GHz  | -          | 256 Kio | 4 Mio | HD6550D | 600 MHz   | -          |          | 0,45 - 1,412 5 V | LN1-B0 (120F10)        | 100 W | UMI + DDR3-1866 | FM1    | AD3850WNZ43GX               | 3 juillet 2011                    |                   | 135 $             |
| A8-3820         | 4     | 2,5 GHz   | 2,80 GHz   | 256 Kio | 4 Mo  | HD6550D | 600 MHz   | -          |          |                  | LN1-B0                 | 65 W  | UMI + DDR3-1866 | FM1    |                             | 20 décembre 2011                  |                   |                   |
| A8-3800         | 4     | 2,4 GHz   | 2,70 GHz   | 256 Kio | 4 Mo  | HD6550D | 600 MHz   | -          |          | 0,45 - 1,412 5 V | LN1-B0 (300F10)        | 65 W  | UMI + DDR3-1866 | FM1    | AD3800OJZ43GX               | 8 août 2011                       |                   | 129 $             |
| Fusion série A6 |       |           |            |         |       |         |           |            |          |                  |                        |       |                 |        |                             |                                   |                   |                   |
| A6-3670K        | 4     | 2,7 GHz   | -          | 256 Kio | 4 Mio |         | 600 MHz   | -          | débloqué | 0,45 - 1,412 5 V | LN1-B0                 | 100 W | UMI + DDR3-1866 | FM1    | AD3670WNZ43GX               | 20 décembre 2011                  |                   | 115 $             |
| A6-3650         | 4     | 2,6 GHz   | -          | 256 Kio | 4 Mio | HD6530D | 443 MHz   | -          |          | 0,45 - 1,412 5 V | LN1-B0 (120F10)        | 100 W | UMI + DDR3-1866 | FM1    | AD3650WNZ43GX               | 3 juillet 2011                    |                   | 115 $             |
| A6-3620         | 4     | 2,2 GHz   | 2,5 GHz    | 256 Kio | 4 Mo  | HD6530D | 443 MHz   | -          |          |                  | LN1-B0                 | 65 W  | UMI + DDR3-1866 | FM1    |                             | 20 décembre 2011                  |                   |                   |
| A6-3600         | 4     | 2,1 GHz   | 2,4 GHz    | 256 Kio | 4 Mo  | HD6530D | 443 MHz   | -          |          | 0,45 - 1,412 5 V | LN1-B0 (300F10)        | 65 W  | UMI + DDR3-1866 | FM1    | AD3600OJZ43GX               | 8 août 2011                       |                   | 109 $             |
| A6-3500         | 3     | 2,1 GHz   | 2,4 GHz    | 192 Kio | 3 Mo  | HD6530D | 443 MHz   | -          |          | 0,45 - 1,412 5 V | LN1-B0 (300F10)        | 65 W  | UMI + DDR3-1866 | FM1    | AD3500OJZ33GX               | 8 août 2011                       |                   | 89 $              |
| Fusion série A4 |       |           |            |         |       |         |           |            |          |                  |                        |       |                 |        |                             |                                   |                   |                   |
| A4-3420         | 2     | 2,8 GHz   | -          | 128 Kio | 1 Mio | HD6410D | 600 MHz   | -          |          |                  |                        | 65 W  | UMI + DDR3-1600 | FM1    |                             | 20 décembre 2011                  |                   |                   |
| A4-3400         | 2     | 2,7 GHz   | -          | 128 Kio | 1 Mio | HD6410D | 600 MHz   | -          |          | 0,45 - 1,412 5 V | LN1-B0 LN1-B0 (300F10) | 65 W  | UMI + DDR3-1600 | FM1    | AD3400OJZ22GX AD3400OJZ22HX | 8 septembre 2011 20 décembre 2011 |                   | 69 $              |
| A4-3300         | 2     | 2,5 GHz   | -          | 128 Kio | 1 Mio | HD6410D | 443 MHz   | -          |          | 0,45 - 1,412 5 V | LN1-B0                 | 65 W  | UMI + DDR3-1600 | FM1    | AD3300OJZ22GX AD3300OJZ22HX | 8 septembre 2011 20 décembre 2011 |                   | 64 $              |

##### Plate-forme Sabine
| Modèle                 | Cœurs | Fréquence | Fréquence  | Cache   | Cache | GPU     | GPU       | GPU        | Mult. | Tension            | Révision (CPUID) | TDP  | Bus                            | Socket | Référence     | Commercialisation | Commercialisation |
| Modèle                 | Cœurs | Défaut    | Turbo Core | L1      | L2    | Modèle  | Fréquence | Turbo Core | Mult. | Tension            | Révision (CPUID) | TDP  | Bus                            | Socket | Référence     | Début             | Fin               |
| ---------------------- | ----- | --------- | ---------- | ------- | ----- | ------- | --------- | ---------- | ----- | ------------------ | ---------------- | ---- | ------------------------------ | ------ | ------------- | ----------------- | ----------------- |
| Fusion série A8 Mobile |       |           |            |         |       |         |           |            |       |                    |                  |      |                                |        |               |                   |                   |
| A8-3550MX              | 4     | 2,0 GHz   | 2,7 GHz    | 256 Kio | 4 Mio | HD6620G | 444 MHz   | -          |       | 0,9125 - 1,412 5 V | LN1-B0           | 45 W | UMI + DDR3-1600 / LV DDR3-1333 | FS1    | AM3550HLX43GX | 20 décembre 2011  |                   |
| A8-3530MX              | 4     | 1,9 GHz   | 2,6 GHz    | 256 Kio | 4 Mio | HD6620G | 444 MHz   | -          |       | 0,9125 - 1,412 5 V | LN1-B0 (300F10)  | 45 W | UMI + DDR3-1600 / LV DDR3-1333 | FS1    | AM3530HLX43GX | 14 juin 2011      |                   |
| A8-3510MX              | 4     | 1,8 GHz   | 2,5 GHz    | 256 Kio | 4 Mio | HD6620G | 444 MHz   | -          |       | 0,9125 - 1,412 5 V | LN1-B0 (300F10)  | 45 W | UMI + DDR3-1600 / LV DDR3-1333 | FS1    | AM3510HLX43GX | 14 juin 2011      |                   |
| A8-3500M               | 4     | 1,5 GHz   | 2,4 GHz    | 256 Kio | 4 Mio | HD6620G | 444 MHz   | -          |       | 0,9125 - 1,412 5 V | LN1-B0 (300F10)  | 35 W | UMI + (LV) DDR3-1333           | FS1    | AM3500DDX43GX | 14 juin 2011      |                   |
| Fusion série A6 Mobile |       |           |            |         |       |         |           |            |       |                    |                  |      |                                |        |               |                   |                   |
| A6-3430MX              | 4     | 1,7 GHz   | 2,4 GHz    | 256 Kio | 4 Mio | HD6520G | 400 MHz   | -          |       | 0,9125 - 1,412 5 V | LN1-B0           | 35 W | UMI + DDR3-1600 / LV DDR3-1333 | FS1    | AM3430HLX43GX | 20 décembre 2011  |                   |
| A6-3420M               | 4     | 1,5 GHz   | 2,4 GHz    | 256 Kio | 4 Mio | HD6520G | 400 MHz   | -          |       | 0,9125 - 1,412 5 V | LN1-B0           | 35 W | UMI + (LV) DDR3-1333           | FS1    | AM3420DDX43GX | 20 décembre 2011  |                   |
| A6-3410MX              | 4     | 1,6 GHz   | 2,3 GHz    | 256 Kio | 4 Mio | HD6520G | 400 MHz   | -          |       | 0,9125 - 1,412 5 V | LN1-B0 (300F10)  | 45 W | UMI + DDR3-1600 / LV DDR3-1333 | FS1    | AM3410HLX43GX | 14 juin 2011      |                   |
| A6-3400M               | 4     | 1,4 GHz   | 2,3 GHz    | 256 Kio | 4 Mio | HD6520G | 400 MHz   | -          |       | 0,9125 - 1,412 5 V | LN1-B0 (300F10)  | 35 W | UMI + (LV) DDR3-1333           | FS1    | AM3400DDX43GX | 14 juin 2011      |                   |
| Fusion série A4 Mobile |       |           |            |         |       |         |           |            |       |                    |                  |      |                                |        |               |                   |                   |
| A4-3330MX              | 2     | 2,2 GHz   | 2,6 GHz    | 128 Kio | 2 Mio | HD6480G | 444 MHz   | -          |       | 0,875 - 1,412 5 V  | LN1-B0           | 45 W | UMI + (LV) DDR3-1333           | FS1    | AM3330HLX23GX | 20 décembre 2011  |                   |
| A4-3320M               | 2     | 2,0 GHz   | 2,6 GHz    | 128 Kio | 2 Mio | HD6480G | 444 MHz   | -          |       | 0,9125 - 1,412 5 V | LN1-B0           | 35 W | UMI + (LV) DDR3-1333           | FS1    | AM3320DDX23GX | 20 décembre 2011  |                   |
| A4-3310MX              | 2     | 2,1 GHz   | 2,5 GHz    | 128 Kio | 2 Mio | HD6480G | 444 MHz   | -          |       | 0,9125 - 1,412 5 V | LN1-B0 (300F10)  | 45 W | UMI + (LV) DDR3-1333           | FS1    | AM3310HLX23GX | 14 juin 2011      |                   |
| A4-3305M               | 2     | 1,9 GHz   | 2,5 GHz    | 128 Kio | 1 Mio | HD6480G | 593 MHz   | -          |       | 0,875 - 1,412 5 V  | LN1-B0           | 35 W | UMI + (LV) DDR3-1333           | FS1    | AM3305DDX22GX | 20 décembre 2011  |                   |
| A4-3300M               | 2     | 1,9 GHz   | 2,5 GHz    | 128 Kio | 2 Mio | HD6480G | 444 MHz   | -          |       | 0,9125 - 1,412 5 V | LN1-B0 (300F10)  | 35 W | UMI + (LV) DDR3-1333           | FS1    | AM3300DDX23GX | 14 juin 2011      |                   |
| Fusion série E2 Mobile |       |           |            |         |       |         |           |            |       |                    |                  |      |                                |        |               |                   |                   |
| E2-3000M               | 2     | 1,8 GHz   | 2,4 GHz    | 128 Kio | 1 Mio | HD6380G | 400 MHz   | -          |       | 0,9125 - 1,412 5 V | LN1-B0 (300F10)  | 35 W | UMI + (LV) DDR3-1333           | FS1    | EM3000DDX22GX | 20 décembre 2011  |                   |

##### Chipsets
L'annonce de processeurs Fusion tel que le A8-3870K cadencé à plus de 3 GHz et overclockables conduit à la commercialisation prochaine du chipset A85FX.
| Référence                   | Nom de code | TDP | Commercialisation | Bus UMI | SATA         | RAID  | Lignes PCIe | USB | USB | USB | Audio HD | Contrôleur SD | Display Port |
| Référence                   | Nom de code | TDP | Commercialisation | Bus UMI | SATA         | RAID  | Lignes PCIe | 3.0 | 2.0 | 1.1 | Audio HD | Contrôleur SD | Display Port |
| --------------------------- | ----------- | --- | ----------------- | ------- | ------------ | ----- | ----------- | --- | --- | --- | -------- | ------------- | ------------ |
| Plates-formes Lynx & Sabine |             |     |                   |         |              |       |             |     |     |     |          |               |              |
| A85FX                       |             |     |                   |         |              |       |             |     |     |     |          |               |              |
| A75M                        | Hudson M3   |     |                   | ×4      | 6 × 6 Gbit/s | 0 - 1 | 4 ×1 (2.0)  | 4   | 10  | 2   | 4 canaux | Oui           | Oui          |

### Bulldozer
La microarchitecture Bulldozer d'AMD, commercialisée à partir de 2011, fait suite à la microarchitecture K10 introduite à la fin de 2007. Les processeurs l'utilisant seront d'abord gravés en 32 nm.
La seconde génération Bulldozer a pour nom de code Piledriver (2012), la troisième génération se nomme Steamroller (2014), et la 4e génération est Excavator (2015).

#### Trinity
Succédant à Llano, cette seconde génération repose cette fois sur l'architecture Piledriver, évolution de Bulldozer, et non plus K10. Cette nouvelle architecture s'accompagnera d'un nouveau socket FM2, incompatible avec le FM1, le socket à la plus courte existence chez AMD. Il sera associé au chipset A75 qui supportera la mémoire DDR3-2 133 MHz. La composante graphique supportera DirectX 11, son architecture Vec4 indiquerait par ailleurs qu'elle sera basée sur la génération Southern Islands (HD 6900 Cayman). Lors du Fusion Developer Summit, AMD annonçait un gain de la puissance de calcul (qui est grande partie gérée par le GPU) de 50 % (soit environ 800 GFLOPS pour l'APU) avant de se raviser et de fournir des diapositives décrivant des performances supérieures de 35 %. Les scores sous 3DMark Vantage en mode Performance atteindraient de plus 4 500 points pour les Fusion A8.
Lors de l'IDF 2011 de San Francisco, AMD a réalisé une première présentation de sa puce Trinity dans un portable faisant tourner le jeu Deus Ex à côté d'un modèle pourvu de sa future gamme de cartes graphiques HD 7000.

##### Plate-forme Virgo
Lancée en octobre 2012, la plateforme Virgo est destinée aux ordinateurs de bureau. Elle utilise un nouveau socket, le FM2.
| Modèle           | Cœurs | Fréquence (GHz) | Fréquence (GHz) | Cache | Cache | GPU      | GPU                   | GPU             | GPU        | Mult. | Tension | Revision (CPUID) | TDP (W) | Bus | Socket | Référence | Commercialisation | Commercialisation | Commercialisation |
| Modèle           | Cœurs | Défaut          | Turbo Core      | L1    | L2    | Modèle   | Nb. Stream Processors | Fréquence (MHz) | Turbo Core | Mult. | Tension | Revision (CPUID) | TDP (W) | Bus | Socket | Référence | Début             | Fin               | Prix de lancement |
| ---------------- | ----- | --------------- | --------------- | ----- | ----- | -------- | --------------------- | --------------- | ---------- | ----- | ------- | ---------------- | ------- | --- | ------ | --------- | ----------------- | ----------------- | ----------------- |
| Fusion série A10 |       |                 |                 |       |       |          |                       |                 |            |       |         |                  |         |     |        |           |                   |                   |                   |
| A10-5800K        | 4     | 3.8             | 4.2             |       | 4 Mo  | HD 7660D | 384                   | 800             |            |       |         |                  | 100     |     | FM2    |           | octobre 2012      |                   |                   |
| A10-5700         | 4     | 3.4             | 4.0             |       | 4 Mo  | HD 7660D | 384                   | 760             |            |       |         |                  | 65      |     | FM2    |           | octobre 2012      |                   |                   |
| Fusion série A8  |       |                 |                 |       |       |          |                       |                 |            |       |         |                  |         |     |        |           |                   |                   |                   |
| A8-5600K         | 4     | 3.6             | 3.9             |       | 4 Mo  | HD 7560D | 256                   | 760             |            |       |         |                  | 100     |     | FM2    |           | octobre 2012      |                   |                   |
| A8-5500          | 4     | 3.2             | 3.7             |       | 4 Mo  | HD 7560D | 256                   | 760             |            |       |         |                  | 65      |     | FM2    |           | octobre 2012      |                   |                   |
| Fusion série A6  |       |                 |                 |       |       |          |                       |                 |            |       |         |                  |         |     |        |           |                   |                   |                   |
| A6-5400K,        | 2     | 3.6             | 3.8             |       | 1 Mo  | HD 7540D | 192                   | 760             |            |       |         |                  | 65      |     | FM2    |           | octobre 2012      |                   |                   |
| Fusion série A4  |       |                 |                 |       |       |          |                       |                 |            |       |         |                  |         |     |        |           |                   |                   |                   |
| A4-5300          | 2     | 3.4             | 3.7             |       | 1 Mo  | HD 7480D | 128                   | 723             |            |       |         |                  | 65      |     | FM2    |           | octobre 2012      |                   |                   |

##### Plate-forme Comal
Lancée en mai 2012, la plateforme Comal est destinée aux ordinateurs portables.
| Modèle    | Cœurs | Fréquence | Fréquence  | Cache | Cache | GPU     | GPU                   | GPU       | GPU        | Mult. | Tension | Revision (CPUID) | TDP (W) | Bus | Socket | Référence | Commercialisation | Commercialisation | Commercialisation |
| Modèle    | Cœurs | Défaut    | Turbo Core | L1    | L2    | Modèle  | Nb. Stream Processors | Fréquence | Turbo Core | Mult. | Tension | Revision (CPUID) | TDP (W) | Bus | Socket | Référence | Début             | Fin               | Prix de lancement |
| --------- | ----- | --------- | ---------- | ----- | ----- | ------- | --------------------- | --------- | ---------- | ----- | ------- | ---------------- | ------- | --- | ------ | --------- | ----------------- | ----------------- | ----------------- |
| A10-4600M | 4     | 2,3 GHz   | 3,2 GHz    |       | 4 Mo  | HD7660G | 384                   | 497 MHz   | 686 MHz    |       |         |                  | 35      |     |        |           |                   |                   |                   |
| A8-4500M  | 4     | 1,9 GHz   | 2,8 GHz    |       | 4 Mo  | HD7640G | 256                   | 497 MHz   | 655 MHz    |       |         |                  | 35      |     |        |           |                   |                   |                   |
| A6-4400M  | 2     | 2,7 GHz   | 3,2 GHz    |       | 2 Mo  | HD7520G | 192                   | 497 MHz   | 686 MHz    |       |         |                  | 35      |     |        |           |                   |                   |                   |
| A10-4655M | 4     | 2,0 GHz   | 2,8 GHz    |       | 4 Mo  | HD7620G | 384                   | 360 MHz   | 497 MHz    |       |         |                  | 25      |     |        |           |                   |                   |                   |
| A6-4455M  | 2     | 2,1 GHz   | 2,6 GHz    |       | 2 Mo  | HD7500G | 256                   | 327 MHz   | 424 MHz    |       |         |                  | 17      |     |        |           |                   |                   |                   |

#### Richland
D'après la feuille de route d'AMD, les cœurs Trinity devaient être remplacés en 2013 par Kaveri suivant ainsi l'évolution des architectures qui devait être marquée par l'apparition de Steamroller. Mais ces plannings ont été bouleversés par l'apparition des cœurs Richland qui semblent n'être qu'une évolution de la gamme Trinity puisque le processeur central (CPU) et son cœur graphique sont identiques. Ils conservent par ailleurs les mêmes socket FM2 et FS1 et la gravure reste en 32 nm.
AMD annonce que cette nouvelle gamme apporterait une amélioration des performances de l'ordre de 20 à 40 % mais certains médias considèrent qu'elle est davantage liée à l'usage de 3DMark et serait plus modérée dans les jeux par exemple. On observe une montée en fréquence tant du CPU que du GPU mais elles sont relativement faibles : 200-300 MHz pour le CPU et 35 à 65 MHz pour le GPU à gamme équivalente. Les améliorations se seraient davantage focalisées sur le rendement énergétique, d'autant que seule la gamme mobile a été présentée. Ainsi les P-States bénéficient d'une meilleure gestion surtout à faible fréquence, les cas de saturation des CPU et GPU sont mieux maitrisés tout comme le Turbo qui s'adapte en fonction de la température du processeur grâce à un meilleur traitement des capteurs thermiques disposés sur le CPU et le GPU. Ces différentes évolutions permettraient entre autres de diminuer à 9,6 W la consommation du processeur lors de la lecture d'une vidéo en 720p contre 12,8 W pour les Trinity. Outre les notebooks de diagonale comprise entre 15,6" et 17,3" pour un tarif de 400 à 600 €, les processeurs Richland devraient aussi se développer dans les Ultrathins, équivalent aux Ultrabooks de Intel. Les OEM pourront par ailleurs moduler le TDP des processeurs en fonction de leur besoin.

##### Processeur graphique Radeon HD 8000G
À l'image des processeurs Trinity, AMD continue d'exploiter des puces Southern Island (HD 6900G) et définit comme des Radeon Cores 2.0 dans les roadmaps malgré leur âge (fin 2010). Le fondeur se contente uniquement de modifier leur nomenclature pour des raisons marketing. Les gains en performances sont ainsi limités mais devraient permettre de conserver une avance sur les processeurs Intel mais certaines OEM indiquent que le prochain processeur Haswell d'Intel pourrait bénéficier d'une composante graphique plus compétitive.

##### La gamme
La commercialisation des processeurs Richland marque une évolution de la nomenclature des différentes gammes d'APU par AMD. Elle s'articule dorénavant autour des termes A4, A6, A8 et A10 et les logos ont été remaniés en conséquence. Toutefois certains médias soulignent les risques de confusion car ces nomenclatures s'appliquent différemment selon les gammes de processeurs. Par rapport à la gamme Trinity, l'ensemble des modèles de la gamme Richland présente une nomenclature de type 5x50M. Les modèles A4 et A6 sont des processeurs double cœurs tandis que les modèles A8 et A10 sont des quad cœurs. Chaque gamme présente ensuite une composante graphique propre et les A10 supportent la DDR3 1 866 MHz contre 1 600 MHz pour les autres processeurs. L'Athlon X2 370K représente quant à lui un cas à part puisqu'il s'agit d'un APU Richland dont la partie graphique a été désactivée.
| Modèle           | Cœurs | Fréquence (GHz) | Fréquence (GHz) | Cache   | Cache   | GPU      | GPU                   | GPU       | GPU        | Mult. | Tension | Revision (CPUID) | TDP (W) | Bus | Socket | Référence                   | Commercialisation | Commercialisation | Commercialisation |
| Modèle           | Cœurs | Défaut          | Turbo Core      | L1 (ko) | L2 (Mo) | Modèle   | Nb. Stream Processors | Fréquence | Turbo Core | Mult. | Tension | Revision (CPUID) | TDP (W) | Bus | Socket | Référence                   | Début             | Fin               | Prix de lancement |
| ---------------- | ----- | --------------- | --------------- | ------- | ------- | -------- | --------------------- | --------- | ---------- | ----- | ------- | ---------------- | ------- | --- | ------ | --------------------------- | ----------------- | ----------------- | ----------------- |
| Fusion série A10 |       |                 |                 |         |         |          |                       |           |            |       |         |                  |         |     |        |                             |                   |                   |                   |
| A10-6800K        | 4     | 4.1             | 4.4             | 192     | 2 × 2   |          |                       |           |            |       |         |                  | 100     |     | FM2    |                             | juin 2013         |                   |                   |
| A10-5750M        | 4     | 2.5             | 3.5             | 192     | 2 × 2   | HD 8650G | 384                   | 533 MHz   | 720 MHz    |       |         |                  | 35      |     | FS1r2  | AM5750DEC44HL               | 12 mars 2013      |                   | OEM               |
| Fusion série A8  |       |                 |                 |         |         |          |                       |           |            |       |         |                  |         |     |        |                             |                   |                   |                   |
| A8-5550M         | 4     | 2.1             | 3.1             | 192     | 2 × 2   | HD 8550G | 256                   | 515 MHz   | 720 MHz    |       |         |                  | 35      |     | FS1r2  | AM5550DEC44HL               | 12 mars 2013      |                   | OEM               |
| Fusion série A6  |       |                 |                 |         |         |          |                       |           |            |       |         |                  |         |     |        |                             |                   |                   |                   |
| A6-5350M         | 2     | 2.9             | 3.5             | 96      | 1       | HD 8450G | 192                   | 533 MHz   | 720 MHz    |       |         |                  | 35      |     | FS1r2  | AM5350DEC23HL               | 12 mars 2013      |                   | OEM               |
| Fusion série A4  |       |                 |                 |         |         |          |                       |           |            |       |         |                  |         |     |        |                             |                   |                   |                   |
| A4-5150M         | 2     | 2.7             | 3.3             | 96      | 1       | HD 8350G | 128                   | 514 MHz   | 720 MHz    |       |         |                  | 35      |     | FS1r2  | AM5150DEC23HL               | 12 mars 2013      |                   | OEM               |
| Athlon X2        |       |                 |                 |         |         |          |                       |           |            |       |         |                  |         |     |        |                             |                   |                   |                   |
| 370K             | 2     |                 | 4.2             | 96      | 1       | -        | -                     | -         | -          |       |         |                  | 65      |     | FM2    | AD370KOKA23HL AD370KOKHLBOX |                   |                   |                   |

#### Kaveri
Succède à Richland. Sortie le 14 janvier 2014.
Les principales nouveautés de Kaveri sont :
- Gravure en 28 nm
- Architecture CPU Steamroller de type CMT
- Le GPU passe à l'architecture GCN
- Technologie HSA (en) qui permet un espace d'adressage unique entre CPU et GPU
- Contrôleur PCIe 3.0
- Contrôleur mémoire jusqu'à la DDR3-2400
- Compatibilité avec TrueAudio (en)
- Compatibilité avec l'interface de programmation Mantle (en)
- TDP configurable
- Nouveau moteur UVD (Unified Video Decoder (en))

| Modèle                                     | Cœurs | Fréquence (GHz) | Fréquence (GHz) | Cache   | Cache   | GPU      | GPU                   | GPU             | GPU        | Mult. | Tension | Revision (CPUID) | TDP (W) | Bus | Socket | Référence     | Commercialisation | Commercialisation | Commercialisation |
| Modèle                                     | Cœurs | Défaut          | Turbo Core      | L1 (ko) | L2 (Mo) | Modèle   | Nb. Stream Processors | Fréquence (MHz) | Turbo Core | Mult. | Tension | Revision (CPUID) | TDP (W) | Bus | Socket | Référence     | Début             | Fin               | Prix de lancement |
| ------------------------------------------ | ----- | --------------- | --------------- | ------- | ------- | -------- | --------------------- | --------------- | ---------- | ----- | ------- | ---------------- | ------- | --- | ------ | ------------- | ----------------- | ----------------- | ----------------- |
| Kaveri série A10                           |       |                 |                 |         |         |          |                       |                 |            |       |         |                  |         |     |        |               |                   |                   |                   |
| A10-7850K                                  | 4     | 3.7             | 4.0             | 256     | 2 × 2   | R7 (GCN) | 512                   | 720             | -          | 37/40 |         |                  | 95      |     | FM2+   | AD785KXBJABOX | 14 janvier 2014   |                   | 173 $             |
| A10-7700K                                  | 4     | 3.4             | 3.8             | 256     | 2 × 2   | R7 (GCN) | 384                   | 720             | -          | 34/38 |         |                  | 95      |     | FM2+   | AD770KXBJABOX | 14 janvier 2014   |                   | 152 $             |
| Kaveri série A8                            |       |                 |                 |         |         |          |                       |                 |            |       |         |                  |         |     |        |               |                   |                   |                   |
| A8-7600                                    | 4     | 3.1             | 3.8             | 256     | 2 × 2   | R7 (GCN) | 384                   | 720             | -          |       |         |                  | 65-45   |     | FM2+   | AD7600YBJABOX |                   |                   | TBA               |
| (1) TDP configurable via la fonction cTDP. |       |                 |                 |         |         |          |                       |                 |            |       |         |                  |         |     |        |               |                   |                   |                   |

#### Godavari
Succède à Kaveri pour les ordinateurs de bureau. Lancé en mai 2015.
| Modèle             | Cœurs | Fréquence (GHz) | Fréquence (GHz) | Cache   | Cache   | GPU      | GPU                   | GPU             | GPU        | Mult. | Tension | Revision (CPUID) | TDP (W) | Bus | Socket | Référence     | Commercialisation | Commercialisation | Commercialisation |
| Modèle             | Cœurs | Défaut          | Turbo Core      | L1 (ko) | L2 (Mo) | Modèle   | Nb. Stream Processors | Fréquence (MHz) | Turbo Core | Mult. | Tension | Revision (CPUID) | TDP (W) | Bus | Socket | Référence     | Début             | Fin               | Prix de lancement |
| ------------------ | ----- | --------------- | --------------- | ------- | ------- | -------- | --------------------- | --------------- | ---------- | ----- | ------- | ---------------- | ------- | --- | ------ | ------------- | ----------------- | ----------------- | ----------------- |
| Godavari série A10 |       |                 |                 |         |         |          |                       |                 |            |       |         |                  |         |     |        |               |                   |                   |                   |
| A10-7890K          | 4     | 4.1             | 4.3             | 256     | 2 × 2   | R7 (GCN) | 512                   | 866             | -          | 41/43 |         |                  | 95      |     | FM2+   | -             | 2 mars 2016       |                   | 165 $             |
| A10-7870K          | 4     | 3.9             | 4.1             | 256     | 2 × 2   | R7 (GCN) | 512                   | 866             | -          | 39/41 |         |                  | 95      |     | FM2+   | AD787KXDJCSBX | 28 mai 2015       |                   | 137 $             |
| Godavari série A8  |       |                 |                 |         |         |          |                       |                 |            |       |         |                  |         |     |        |               |                   |                   |                   |
| A8-7690K           | 4     | 3.7             | 4.0             | 256     | 2 × 2   | R7 (GCN) | 384                   | 757             | -          | 37/40 |         |                  | 95      |     | FM2+   | -             | TBD               |                   | 118 $             |
| A8-7670K           | 4     | 3.6             | 3.9             | 256     | 2 × 2   | R7 (GCN) | 384                   | 757             | -          | 36/39 |         |                  | 95      |     | FM2+   | -             | 20 juillet 2015   |                   | 118 $             |

Note : TBD signifie to be defined, soit « pas encore défini » et TBA signifie to be annonced, soit « pas encore annoncé ».

#### Carrizo
Succède à Kaveri pour les ordinateurs portables. Architecture Excavator. Prévu pour 2015.